# The Twilight Saga: Eclipse
The Twilight Saga: Eclipse är en amerikansk romantisk fantasyfilm som hade Sverigepremiär den 30 juni 2010. Filmen är fortsättningen på New Moon och Twilight, baserad på romanen Ljudet av ditt hjärta som är skriven av Stephenie Meyer. Filmen spelades in i Vancouver, inspelningen började 17 augusti 2009 och avslutades 31 oktober 2009. Den handlar, liksom de två första filmerna i serien, om Bella Swan och hennes kärlek till Edward Cullen. Filmen släpptes på DVD och Blu-Ray den 3 december 2010.

## Handling
Bella tvingas nu välja mellan sin passionerade kärlek till vampyren Edward och sin starka vänskap till varulven Jacob. Vad hon än väljer kommer en av dem att såras. Men det är inte Bellas enda problem, vampyren Victoria har svurit på att hon ska döda Bella efter förlusten av hennes partner James. Men vampyrerna och varulvarna som har varit fiender sedan urminnes tider måste börja samarbeta. Kommer de att klara det? Eller kommer någon att dö? 
Jacob har nu berättat om sina känslor för Bella, som älskar Edward. Ett triangeldrama, kan man säga.

## Familjen Cullen, Black & Swan
- Kristen Stewart - Isabella "Bella" Swan
- Robert Pattinson - Edward Cullen
- Peter Facinelli - Carlisle Cullen
- Elizabeth Reaser - Esme Cullen
- Jackson Rathbone - Jasper Hale
- Nikki Reed - Rosalie Hale
- Kellan Lutz - Emmett Cullen
- Ashley Greene - Alice Cullen
- Billy Burke - Charlie Swan
- Taylor Lautner - Jacob Black
- Gil Birmingham - Billy Black
- Sarah Clarke - Renée Dwyer

## Quileute-stammen
- Chaske Spencer - Sam Uley
- Alex Meraz - Paul Lahote
- Kiowa Gordon - Embry Call
- Tyson Houseman - Quil Ateara
- Bronson Pelletier - Jared
- Tinsel Korey - Emily Young
- Julia Jones - Leah Clearwater
- Boo Boo Stewart - Seth Clearwater
- Gil Birmingham - Billy Black
- Taylor Lautner - Jacob Black

## Volturi
- Michael Sheen - Aro
- Jamie Campbell Bower - Caius
- Dakota Fanning - Jane
- Cameron Bright - Alec Volturi
- Charlie Bewley - Demetri
- Daniel Cudmore - Felix

## Andra vampyrer
- Bryce Dallas Howard - Victoria
- Xavier Samuel - Riley
- Jodelle Ferland - Bree
- Catalina Sandino Monero - Maria

## Människor
- Michael Welch - Mike Newton
- Justin Chon - Eric Yorkie
- Christian Serratos - Angela Webber
- Anna Kendrick - Jessica Stanley
- Jack Huston - Royce King II
- Sarah Clarke - Renée Dwyer